# Arco di Trionfo del Carrousel
L'Arco di Trionfo del Carrousel (in francese Arc de triomphe du Carrousel) è un arco trionfale di Parigi costruito tra il 1807 ed il 1809 in stile neoclassico.

## Posizione
Congiunge il cortile del Louvre ai giardini delle Tuileries. All'epoca della sua costruzione, era situato molto vicino all'oggi distrutto Palazzo delle Tuileries. Fa parte della cosiddetta Axe historique, linea delineatasi durante lo sviluppo urbanistico della capitale che percorre in linea retta diverse zone centrali di Parigi: a partire dal Louvre, passa per l'Arc de Triomphe de l'Étoile, per poi arrivare al postmoderno Arco de La Défense, simbolo del quartiere omonimo. Dal punto di vista amministrativo si trova nel I° arrondissement.

## Storia della costruzione
È una copia dell'Arco di Settimio Severo a Roma e ha le stesse proporzioni e gli stessi princìpi. Nell'arco del Carrousel sono presenti anche delle aperture laterali che consentono di passare sotto l'arco da sinistra a destra e viceversa. Vennero incaricati della sua costruzione gli architetti Charles Percier e Pierre-François-Léonard Fontaine. Venne inoltre scelto Charles Meynier per il progetto delle decorazioni plastiche. Ispirate alla battaglia di Austerlitz, queste furono eseguite da scultori vari e riproducono anche diverse scene ispirate alle trattative di pace.
Tra i vari fregi e iscrizioni, si identificano vari riferimenti alla Pace di Presburgo, firmata appunto a Presburgo (oggi Bratislava), allora capitale dell'Ungheria. La quadriga posta sulla costruzione era stata trasferita da piazza San Marco in precedenza (nel 1798 dopo le campagne d'Italia). Dopo la Restaurazione, con la disfatta napoleonica, essa ritornò comunque a Venezia, per poi essere sostituita, sull'arco del Carrousel, da una nuova opera sullo stesso tema realizzata dallo scultore monegasco François Joseph Bosio.

## Galleria d'immagini

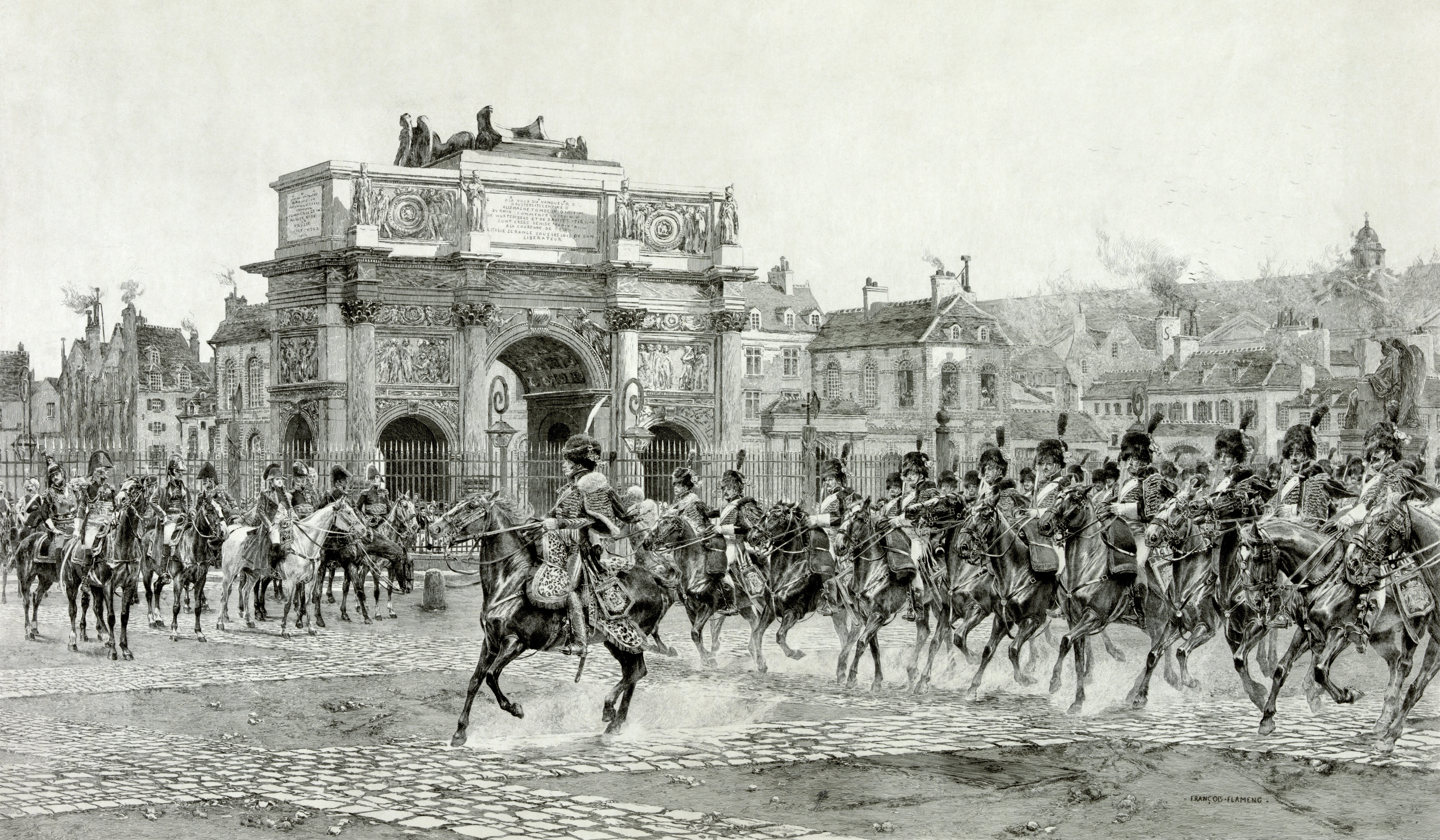
Napoleone davanti all'arco nel 1810, acquaforte
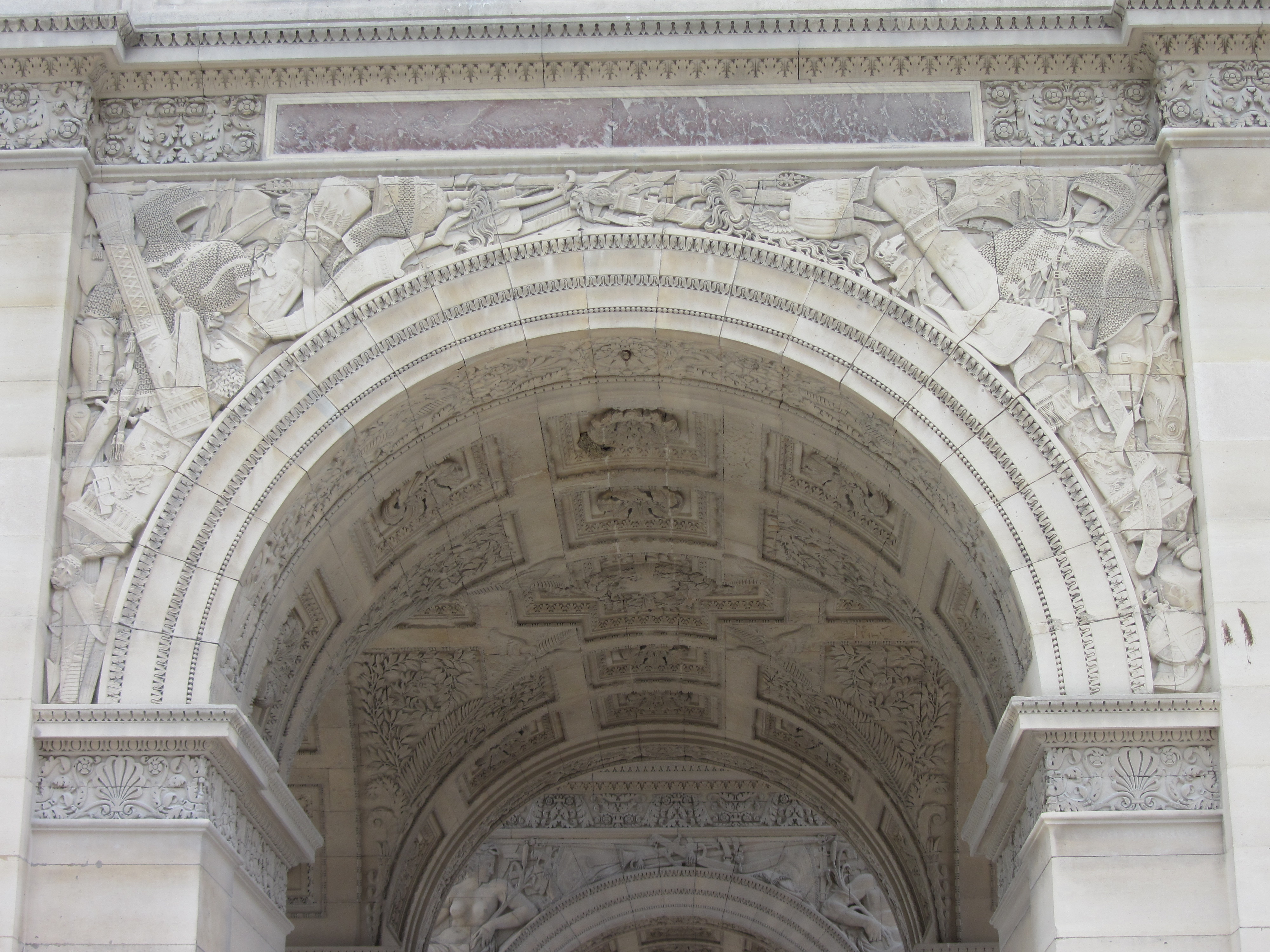
Motivi decorativi con armi ungaresche
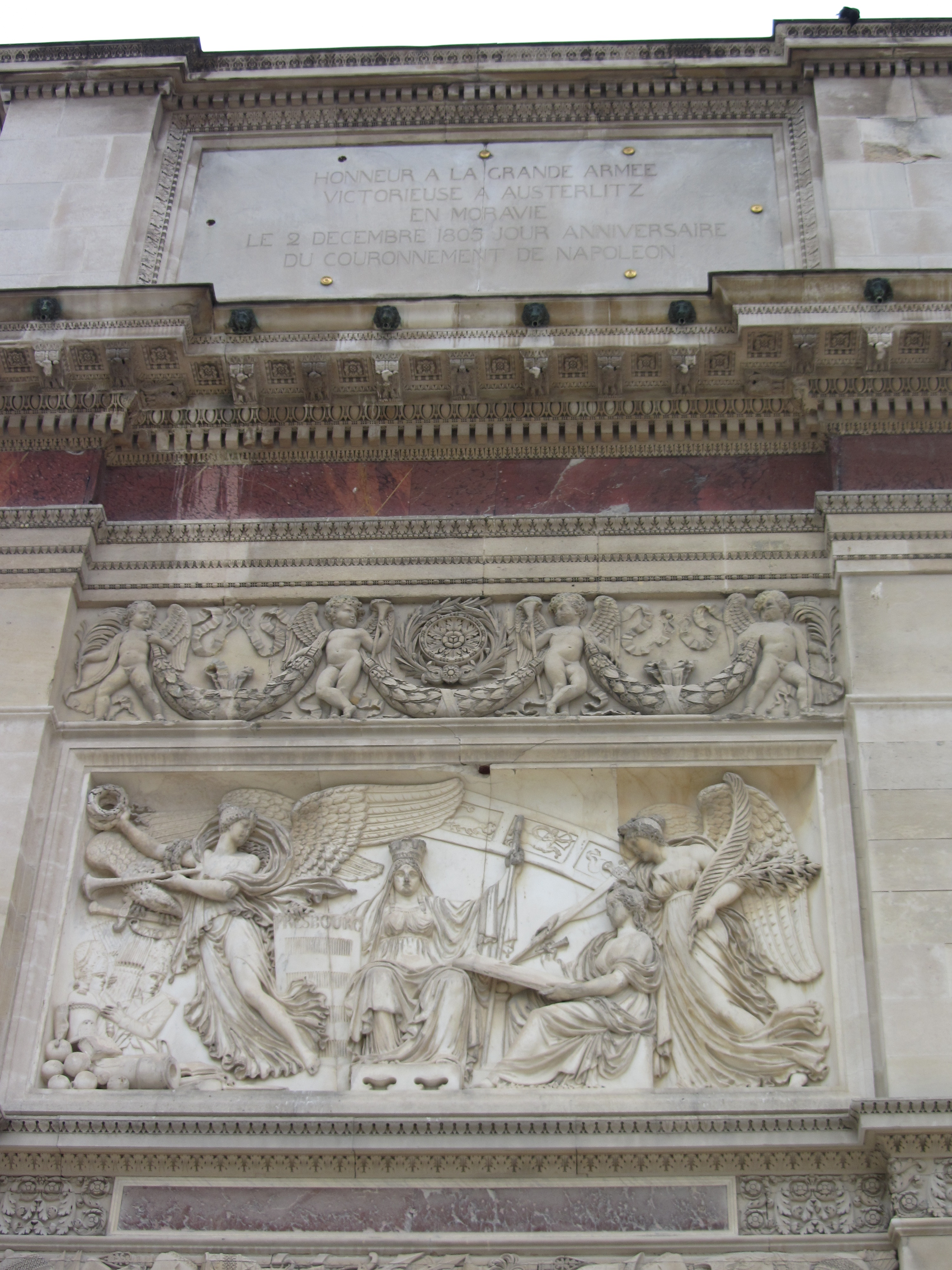
Raffigurazione simbolica di Presburgo (o dell'Ungheria) capitale d'Ungheria, con scudo
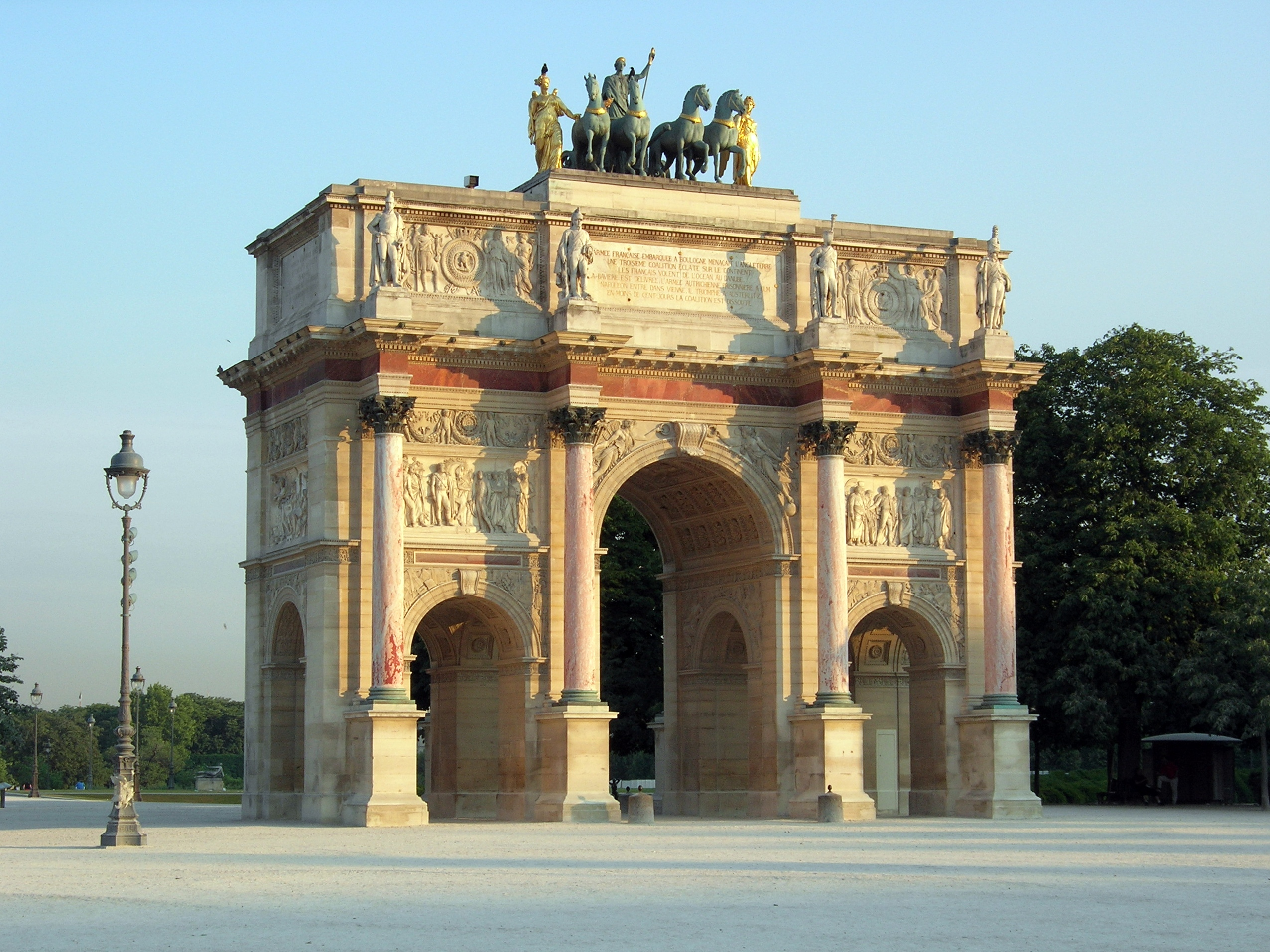
Inquadratura a tre quarti con passaggi laterali